# Мови Франції

Мови Франції

Мови Франції — мови, якими послуговуються мешканці Франції.
У Франції використовується багато мов. При цьому французька мова є найпоширенішою та єдиною офіційною мовою. Інші мови Франції поділяються на регіональні мови та мови іммігрантів.

## Статус
Офіційною мовою Французької Республіки є французька мова (відповідно до статті 2 французької конституції). Уряд зобов'язаний за законом використовувати переважно французьку мову. Крім того, уряд вимагає, щоб комерційні оголошення та реклама були доступні французькою мовою (хоча не забороняє використання поряд з нею й інших мов), однак не вимагає використання французької мови в некомерційних публікаціях.
У доповідіБернара Черквіліні, написаній 1999 року для французького уряду, перераховано 75 мов, які можуть розраховувати на офіційне визнання в разі ратифікації Європейської хартії регіональних мов і мов меншин. З них 24 є мовами корінного населення європейської частини Франції, а решта  — мови іммігрантів.
Хоча ратифікація хартії була заблокована Конституційним судом Франції, як така, що суперечить конституційно закріпленому статусу французької мови, уряд визнає регіональні мови та мови меншин в обмеженій формі (без надання їм офіційного статусу). Крім того, Головне управління французької мови (Délégation générale à la langue française) було перейменовано в  Головне управління французької мови і мов Франції (Délégation générale à la langue française et aux langues de France), і в його функції було включено також спостереження за статусом та вивчення мов Франції. Так поняття «мови Франції» (langues de France) отримало визнання та стало використовуватися в адміністрації, хоча жодна з цих мов не отримала будь-якого офіційного статусу.
Деякі з регіональних мов називаються «патуа», що фр. patois приблизно означає «діалект, жаргон», проте ця назва вважається зневажливою. Патуа зазвичай називають ідіоми, які практично не мають писемної традиції, синтаксично нерозвинені або використовуються соціальними «низами». Франкоцентричне сприйняття, наприклад, не бере до уваги те, що писемність Окситанською мовою з'явилася раніше, ніж власне французькою, і література окситанською мовою існує з раннього середньовіччя, крім іншого, ця література представлена  нобелівським лауреатом (Фредериком Містралем, 1904).

## Освіта
У квітні 2001 року міністр освіти Франції Жак Ланг офіційно визнав, що регіональні мови у Франції протягом більш ніж двох століть перебували в пригнобленому становищі, і заявив, що у французьких школах дозволяється двомовне навчання. Однак ця заява зустріла як прихильників, так і супротивників.

## Статистика
Під час проведення перепису населення 1999 року, Французький Національний інститут статистики та економічних досліджень вибірково опитав 380 000 дорослих жителів європейської частини Франції про їхній сімейний стан. Одне з питань було про те, якою мовою говорили з опитаними батьки до того, як їм виповнилося 5 років. Це було перше серйозне дослідження чисельності носіїв різних мов у Франції. Результати були опубліковані в Enquête familiale, Insee, 1999 (див. таблицю).
| Місце | Мова | Рідна мова (в тис. дорослих)                                                               | Відсоток дорослого населення                                                                       |
| ----- | --- | ------------------------------------------------------------------------------------------ | -------------------------------------------------------------------------------------------------- |
| 1     | Французька | 39 360                                                                                     | 86%                                                                                                |
| 2     | Німецька та німецькі діалекти (ельзаська мова, лотарінгська франконська мова, etc.)                                                                                           | 970 (з яких ельзаська мова: 660; літературна німецька: 210; лотарінгська франконська: 100) | 2,12% (з яких ельзаська мова: 1,44%; літературна німецька: 0,46%; лотарінгська франконська: 0,22%) |
| 3     | арабська (особливо магрибський діалект) | 940                                                                                        | 2,05%                                                                                              |
| 4     | Окситанська мова (лангедокська, гасконська мова, провансальська мова та інші.)                                                                                                | 610 (ще 1060 були певною мірою знайомі з мовою)                                            | 1,33% (ще 2,32% певною мірою знайомі)                                                              |
| 5     | Португальська | 580                                                                                        | 1,27%                                                                                              |
| 6     | Мови Ойл (пікардська, галло, Пуатвен-сентонжонська мова та інші.) | 570 (близько 850 певною мірою знайомі)                                                     | 1,25% (близько 1,86% певною мірою знайомі, див. примітки)                                          |
| 7     | Італійська мова (а також діалекти) | 540                                                                                        | 1,19%                                                                                              |
| 8     | Іспанська мова | 485                                                                                        | 1,06%                                                                                              |
| 9     | Бретонська | 280 (близько 405 певною мірою знайомі)                                                     | 0,61% (близько 0,87% певною мірою знайомі, див. примітки)                                          |
| 10    | близько 400 інших мов (польська, берберські мови, східно-азійські мови, каталанська, франко-провансальська, корсиканська, баскська та інші), а також ті, хто не дав відповіді | 2350 (з яких англійська: 115)                                                              | 5,12% (з яких англійська: 0,25% всього дорослого населення)                                        |
|       | Усього ' | 45 762 (46 680, включаючи тих, у кого дві рідні мови, т. е. враховані двічі)               | 102% (2% населення, що мають дві рідні мови (включаючи французьку), враховані двічі)               |